# Gyökeres
Gyökeres falu Romániában, Máramaros megyében.

## Fekvése
Máramaros megye nyugati részén, Nagynyírestől délre, a Szamos folyó jobb partján fekvő település

## Története
Gyökeres a Kővárvidék része volt. Régen a Kővári uradalomhoz tartozott, és annak sorsában osztozott, majd a későbbiekben Kincstári birtok volt.
A 18. században a birtokot a gróf Toldy család kapta meg királyi adományként. A 19. század elején ismét királyi birtok lett. 

A trianoni békeszerződésig a település Szatmár vármegyéhez és a nagysomkuti járáshoz tartozott.

## Nevezetességek
- Görögkatolikus templom – a 18. században épült